# Wilhelm Süss

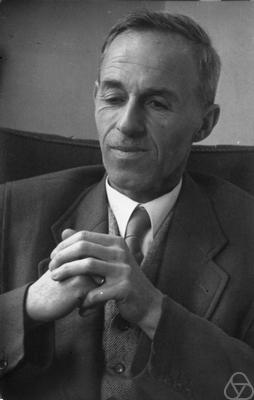
Wilhelm Süss, rond 1954

Wilhelm Süss (Frankfurt, 7 maart 1895 - Freiburg im Breisgau, 21 mei 1958) was een Duits wiskundige.
Hij was de oprichter en eerste directeur van het Wiskundig Onderzoeksinstituut van Oberwolfach. 